# Almenar
Almenar est une commune de la province de Lleida, en Catalogne dans la comarque de Segrià à quelques kilomètres de la frontière aragonaise.

## Toponymie
Le village était situé sur un promontoire rocheux, les romains puis les arabes y ont établi des tours et fortifications (voir Castell dels Moros). Les Arabes appelaient ces tours « almena » ; c'est pourquoi, « à la place du rempart », ils l'appelleraient bientôt Almenar.

## Géographie
Almenar est une ville du Ponent qui se situe au sud-est de la province de Lleida, à quelques kilomètres de la capitale provinciale Lleida, et de la frontière avec la communauté autonome d'Aragon voisine. Le village en lui même est construit sur une colline tandis que la ville nouvelle se situe dans le bas de cette colline, directement sur la route reliant Alfarràs à Lleida.

## Histoire

### Guerre des faucheurs
En novembre 1642, pendant la Guerre des faucheurs, la localité fut le théâtre d'un siège (siège d'Almenar (ca)), dans lequel les troupes castillanes de Jacinto Loris furent contenues par le capitaine Jaume d'Algerri et 100 arquebusiers, jusqu'à l'arrivée des troupes de Philippe de La Mothe-Houdancourt, qui a chassé les assiégeants.

### Guerre de Succession d'Espagne
Le 27 juillet 1710, pendant la Guerre de Succession d'Espagne, la localité fut le théâtre d'une bataille qui porte désormais son nom, la Bataille d'Almenar. Juste après la tentative d'assiéger les Bourbons à Balaguer et profitant de leur retraite à Lleida, les troupes autrichiennes de Guido Starhemberg et James Stanhope, anticipèrent le passage des troupes de Philippe V en occupant la ville d'Almenar et en battant les troupes espagnoles de Francisco Castillo Fajardo, marquis de Villadarias. Les deux prétendants à la couronne, Philippe V et Charles III, étaient également présents à la bataille.
Les régiments de cavalerie anglais dirigés par James Stanhope furent impliqués dans l'affrontement, avec une attaque très agressive contre l'aile gauche de l'armée franco-espagnole. La panique s'est emparée des troupes des Bourbons et de nombreux soldats ont fui. Le résultat était entièrement favorable à Charles III. Au total, l'armée des Bourbons a dénombré 1 500 victimes et seule l'obscurité de la nuit a empêché que les pertes ne soient plus importantes.

### Époque contemporaine
Pendant la Guerre d'Espagne (1936-1939) et, surtout, après la défaite républicaine à la Bataille de l'Èbre, qui entame l'occupation de la Catalogne par les troupes dirigées par Francisco Franco, la communauté a vu l'abolition de son statut d'autonomie, statut qui ne sera rétabli qu'à la mort du dictateur espagnol.
Cette guerre a signifié une augmentation de la répression économique, politique et sociale, devenant ainsi la cause de la fuite des habitants par crainte de subir les effets de la guerre, tant politiques qu'économiques. De nombreux exilés se sont retrouvés dans des camps de concentration nazis et la plupart ne sont pas revenus. Dans le cas de la région de Lleida, sur les 313 personnes  touchées, 169 sont décédées, dont 8 d'Almenar.

## Démographie
| 1497  | 1515  | 1553  | 1717  | 1797  | 1857  | 1877  | 1887  | 1900  | 1910  |
| ----- | ----- | ----- | ----- | ----- | ----- | ----- | ----- | ----- | ----- |
| 95    | 123   | 137   | 292   | 1 264 | 2 360 | 2 202 | 2 045 | 2 260 | 2 531 |
| 1920  | 1930  | 1940  | 1950  | 1960  | 1970  | 1981  | 1990  | 1992  | 1994  |
| 2 746 | 2 780 | 2 827 | 2 883 | 3 346 | 3 784 | 3 617 | 3 598 | 3 591 | 3 591 |
| 1996  | 1998  | 2000  | 2002  | 2004  | 2006  | 2008  | 2010  | 2012  | 2014  |
| 3 439 | 3 443 | 3 441 | 3 488 | 3 515 | 3 576 | 3 665 | 3 631 | 3 653 | 3 547 |
| 2016  | 2018  | 2020  | 2022  | 2024  | 2026  | 2028  | 2030  | 2032  | 2034  |
| 3 502 | 3 453 | 3 357 | -     | -     | -     | -     | -     | -     | -     |

## Éducation
La commune accueille l'École d'Almenar, initialement connue comme Écoles des Diplômés d'Almenar (Escoles Graduades d'Almenar). Le bâtiment a été inauguré entre la fin de 1935 et le début de 1936. Il est né de l'intérêt de la Deuxième république espagnole à mettre en œuvre l'enseignement public universel y compris dans les zones rurales. La façade de l'école conserve un blason de la ville d'Almenar, taillé en pierre.

## Lieux et monuments

### Église paroissiale Santa-Maria d'Almenar

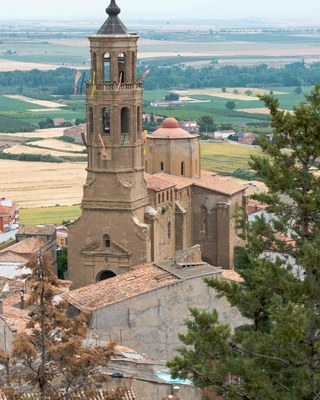

Ce bâtiment fut érigé via deux grandes étapes de construction. D'une part, la nef (40 mètres de long) et le chevet sont encadrés dans les motifs gothiques du XIVe siècle (semblables à ceux de Balaguer et de Castelló de Farfanya). D'autre part, le clocher (60 mètres de haut), qui fait partie de la façade, est le résultat de travaux réalisés au XVIIIe siècle.
Avec une seule nef et transept, le chevet est fermé par trois absides polygonales. Le dôme élancé, octogonal et soutenu par des cornes, a été reconstruit au début du siècle. Le plan gothique a été modifié en 1740 et est devenu une structure particulière avec le clocher intégré à la façade, qui a été couronné jusqu'en 1936 par un ange tournant, restauré lors de grands travaux en 1985. L'image globale de l'ensemble semble vouloir reproduire l'apparition de la Seu Vella de Lleida, érigée comme celle-ci sur une colline, au sommet du village et au-dessus des constructions voisines. Bien qu'étant le résultat d'interventions de différentes époques, Santa Maria d'Almenar a un aspect remarquablement unitaire. Le retable baroque a été détruit en 1936.

### El Pouet de Gel (Le puits de glace)

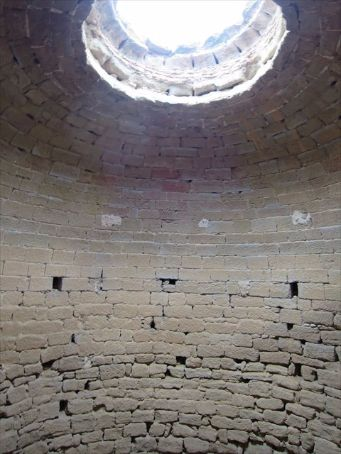

Le puits de glace d'Almenar est construit à l'intérieur d'une colline près du pont Munya de la Séquia, à l'extérieur du centre historique. Avant d'obtenir la glace par procédé industriel, la construction des puits était le seul moyen possible de conserver la glace stockée pour l'hiver pendant environ six mois à partir du printemps. 
Sa structure est fusiforme, avec l'œil de bœuf en haut, le drain intérieur et la porte d'entrée latérale du côté de l'abat-jour. La hauteur du bâtiment est de 8,25 mètres et le diamètre de la base est de 6,85 mètres. Le diamètre de l’œil de bœuf est de 1,50 mètre. Selon la tradition locale, des morceaux de glace provenant du fossé ou d'un étang près du puits ont été poussés. Dans une rangée de la moitié supérieure, deux marques différentes de tailleurs de pierre sont observées.
Le fond du puits est couvert et de son milieu sort un ruisseau fait de pierres pour déverser l'eau glacée qui pourrait être dissoute.

### El Castell dels Moros (Le château des Maures)

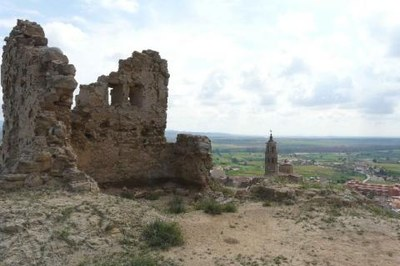

Actuellement, à l'endroit le plus élevé de la ville, on voit les vestiges de ce bâtiment, séparé du reste du village, sur une colline arrondie.
Le village d'Almenar faisait partie des terres frontalières où les Arabes disposaient d'une garde pour la surveillance qui, avec des signaux de feu et de fumée, pouvait avertir de l'arrivée de garnisons ennemies.
Le château des Maures a joué un bon rôle dans toutes les guerres en tant qu'observatoire stratégique. Lors de la Guerre d'Espagne, il y avait là une sirène pour avertir les gens d'éventuelles frappes aériennes.

### Autres lieux d'intérêt
- Bibliothèque publique Ramon Berenguer IV[10]
- Ermite de Sant Sebastià [11]